# 8738-as busz
A 8738-as jelzésű autóbusz helyközi autóbuszjárat volt Nagyigmánd és Szákszend között.
Útvonalának hossza 17,9 km, menetideje 30 - 32 perc volt. Egyes járatok Nagyigmánd autóbusz-váróterem és Nagyigmánd Melkovicspuszta, más járatok Szákszend elágazás és Szákszend felső között közlekedtek.

## Megállóhelyei
| 0  | Nagyigmánd, autóbusz-váróterem végállomás | 12 | 1850 8471, 8624, 8670, 8671, 8673, 8682, 8687, 8697, 8736 |
| 1  | Nagyigmánd, Bódai tanya                   | 11 | 8682, 8736                                                |
| 2  | Nagyigmánd, Szőkepuszta                   | 10 | 8682, 8736                                                |
| 3  | Nagyigmánd, Melkovicspuszta végállomás    | 9  | 8736                                                      |
| 4  | Szákszend, Csordáshíd                     | 8  | 8736                                                      |
| 5  | Szákszend, felső végállomás               | 7  | 8562, 8736                                                |
| 6  | Szákszend, Győri utca                     | 6  | 8562, 8736                                                |
| 7  | Szákszend, Kis utca                       | 5  | 8562, 8736                                                |
| 8  | Szákszend, községháza                     | 4  | 8562, 8736                                                |
| 9  | Szákszend, Móra utca                      | 3  | 8562, 8736                                                |
| 10 | Szákszend, Dózsa utca                     | 2  | 8562, 8736                                                |
| 11 | Szákszend, forduló                        | 1  | 8736                                                      |
| 12 | Szákszend, elágazás végállomás            | 0  | 770 1257, 1702, 1848, 1851 8464, 8560, 8562, 8736         |